# دنیس باوم
دنیس باوم (انگلیسی: Denis Baum؛ زادهٔ ۱۳ آوریل ۱۹۸۷) بازیکن فوتبال اهل آلمان است.
از باشگاه‌هایی که در آن بازی کرده‌است می‌توان به باشگاه فوتبال هایدنهایم اشاره کرد.